# 阿連斯基冰川
71°39′S 72°15′W / 71.650°S 72.250°W
阿連斯基冰川（英語：Arensky Glacier）是南極洲的冰川，位於亞歷山大一世島的貝多芬半島，處於阿利亞比耶夫冰川以東5公里，以俄羅斯的作曲家安東·斯蒂凡諾維奇·阿連斯基命名。